# Arcëm Radz'koŭ
Artem Aleksandrovič Radkov (in bielorusso Арцём Аляксандравіч Радзькоў?; in russo Артём Александрович Радьков?; traslitterazione anglosassone: Artsyom Radzkow; Mogilev, 26 agosto 1985) è un allenatore di calcio ed ex calciatore bielorusso, di ruolo difensore, tecnico dell'Arīs Limassol.

## Carriera

### Club
A parte due esperienze con Torpedo Žodino e Chimki ha giocato solo con il BATE Borisov, fino al 2014 per poi passare al Gençlerbirliği. Il 26 giugno 2016, dopo due anni di inattività, decide di ritirarsi dal calcio giocato a causa di alcuni infortuni.

### Nazionale
Conta 9 presenze con la nazionale bielorussa.

## Palmarès
- Campionato bielorusso: 4

BATĖ Borisov: 2006, 2007, 2009, 2010
- Coppa di Bielorussia: 2

BATĖ Borisov: 2005-2006, 2009-2010